# Рунге, Фридлиб Фердинанд
Фридлиб Фердинанд Рунге (нем. Friedlieb Ferdinand Runge; 8 февраля 1794 года, Бильвердер, близ Гамбурга — 25 марта 1867 года, Ораниенбург) — немецкий химик-органик.

## Биография
Изучал медицину в Берлинском и Гёттингенском университетах, медицину и химию в Йенском университете (доктор медицины, 1819; доктор философии, 1822). С 1826 по 1831 год работал в университете Бреслау (с 1828 г. — профессор химии). В 1832—1852 гг. — технический директор химического завода в Ораниенбурге.

## Научная деятельность
Важнейшие научные работы посвящены изучению органических соединений, в том числе алкалоидов и красителей.
В 1819 году описал токсические свойства атропина и его способность расширять зрачок, выделил из коры хинного дерева хинин (за год до П. Ж. Пельтье и Ж. Б. Каванту), впервые выделил кофеин. Исследовал цветочные пигменты и дубильные вещества. В 1831 году во время эпидемии холеры предложил использовать хлор в качестве дезинфицирующего средства (вместо уксуса и сернистого газа). В 1834 году выделил из каменноугольной смолы карболовую кислоту, пиррол, хинолин и анилин («кианол»); обнаружил, что окисление анилина приводит к образованию окрашенных продуктов. Получил из анилина действием хлорной извести синий краситель, а действием бихромата калия и серной кислоты — чёрный.
Автор трёхтомной монографии «Химия красителей» (1834—1850), учебника «Основы химии» (1846—1847).